# ناسیباش
ناسیباش (انگلیسی: Nasibash) یک شهرک در شهرستان سالاواتسکی استان باشقیرستان کشور روسیه است.